# Pałac Kronenberga w Warszawie
Pałac Leopolda Kronenberga, zwany też Domem Kronenberga – budynek w Warszawie wybudowany w stylu eklektycznym, który znajdował się u zbiegu ulicy Królewskiej i placu Małachowskiego. Został spalony podczas obrony miasta we wrześniu 1939 i rozebrany w 1962.

## Historia
W 1867 bankier warszawski Leopold Stanisław Kronenberg nabył od Bernarda Kohena posesję nr 1348 przy ówczesnym placu Ewangelickim, a w następnym roku dokupił część posesji nr 1076. Projekt pałacu zamówił u architekta berlińskiego Friedricha Hitziga (1811–1881) – ucznia Karla Friedricha Schinkla. Projekt został sporządzony w 1868. Po wyburzeniu kamienicy Augusta Arndta rozpoczęto budowę, którą ukończono w 1871. Oprócz mieszkania właściciela w budynku mieściły się także kantor bankierski Kronenbergów i biura Kolei Nadwiślańskiej.
Do pałacu od strony ulicy Traugutta w pierwszych latach XX wieku dobudowano kamienicę Krasińskich według projektu architekta Jana Heuricha.
W pałacu miało swoją siedzibę szereg instytucji:
- Kasa im. Józefa Mianowskiego (1881–1924)[3]
- Komitet Obywatelski miasta Warszawy (w bocznym skrzydle pałacu od strony ul. Królewskiej) (1914–1915)[4]
- Tymczasowa Rada Stanu (1917)
- Rada Stanu (1918)[5]
- Ministerstwo Spraw Zagranicznych (1918–1922)[6]
- Poselstwo Danii (1930)
- Towarzystwo Ubezpieczeń „Prudential” (parter budynku) (?–1931)[6]
- Gdynia–Ameryka Linie Żeglugowe S.A. GAL (1934–1939)
- Poselstwo Portugalii (1938)
- Stowarzyszenie Elektryków Polskich – Zarząd Główny oraz Oddział Warszawski[7]

W dniach 9–10 czerwca 1930 w pomieszczeniach pałacu Kronenberga odbyło się, pierwsze w Warszawie, Walne Zgromadzenie Stowarzyszenia Elektryków Polskich (SEP). W styczniu 1935 do pałacu przeniósł się Oddział Warszawski, gdzie już wcześniej mieściły się pomieszczenia zajmowane przez Zarząd Główny SEP. W pałacu znajdowały się również Biblioteka Centralna SEP, laboratorium Biura Znaku Przepisowego SEP, redakcja Przeglądu Elektrotechnicznego.
W sobotę 18 marca 1939 w godzinach porannych w pałacu wybuchł pożar. Zniszczenia powstałe w wyniku pożaru były duże. Spłonął dach pałacu oraz dwie sale zajmowane przez SEP i centrala telefoniczna SEP. Pozostałe pomieszczenia, w tym Biblioteka Centralna, zostały zalane wodą. Jednak to nie był koniec pożarów w pałacu. Na początku września 1939 pałac został zbombardowany bombami zapalającymi i spłonęło całe jego wyposażenie.
Dzięki wysokiej jakości robót budowlanych pałac przetrwał pożar w pierwszych dniach II wojny światowej w stanie pozwalającym na odbudowę. W pożarze utracił tylko dach i część stropów, mury pozostały prawie nie uszkodzone.
Po wojnie pałac planowano odbudować m.in. z przeznaczeniem na siedzibę Centralnego Biura Wystaw Artystycznych. Pojawiła się także propozycja ulokowania w nim ambasady Niemieckiej Republiki Demokratycznej. W 1958 gmach przekazano Francji z przeznaczeniem na ambasadę tego kraju, jednak Francuzi poinformowali stronę polską, że adaptacja istniejących murów pałacu jest niemożliwa. Motywem odrzucenia tej oferty przez oba państwa była „burżuazyjna niemieckość” pałacu. W 1959 Pałac Kronenberga został skreślony z rejestru zabytków.
Gmach został rozebrany w 1962. Z pałacu po rozbiórce ocalały cztery granitowe trzony kolumn. Trzy z nich zostały wykorzystane przez Zofię Woźną jako materiał do wykonania rzeźby Samotność ustawionej w parku im. Romualda Traugutta. Czwartej użyto do budowy pomnika Electio Viritim. Zachowane elementy kamiennych dekoracji gmachu są eksponowane przy Muzeum Ziemi PAN w Warszawie.
W miejscu pałacu wybudowano hotel Sofitel Victoria.

## Architektura
W przewodniku po Warszawie z 1904 pałac opisany był jako „ciężki, renesansowy budynek wzniesiony przez architekta z Berlina”.
Pałac o dwóch piętrach i bardzo wysokim dachu mansardowym został usytuowany fasadą frontową w stronę placu Ewangelickiego. Pośrodku elewacji widniała loggia o arkadach opartych na zdwojonych kolumnach korynckich. Na końcach fasady znajdowały się trzyosiowe ryzality. W środkowej części budynku znajdowała się reprezentacyjna klatka schodowa o przeszklonym suficie, białych marmurowych schodach i ścianach pokrytych wiśniową marmoryzacją.
Budynek zdobiony był ozdobami architektonicznymi z gliny palonej pochodzącymi z fabryki Stalewskich (później zakład zduński R. Steinkellera na Solcu). Na dziedzińcu mieściły się powozownia, mieszkania dla oficjalistów i obszerna stajnia. W podziemiach umieszczono urządzenia do gazowego oświetlania i do ogrzewania pomieszczeń pałacu gorącym powietrzem. Pierwsze piętro zajmowały pomieszczenia reprezentacyjne i mieszkanie właściciela pałacu. Drugie piętro przeznaczono na mieszkania synów właściciela i pokoje gościnne.
Wystrój rzeźbiarski fasad budynku był dziełem rzeźbiarza Leonarda Marconiego: kompozycja rzeźbiarska wypełniająca tympanon nad loggią oraz cztery kariatydy w środkowym ryzalicie.

## Galeria

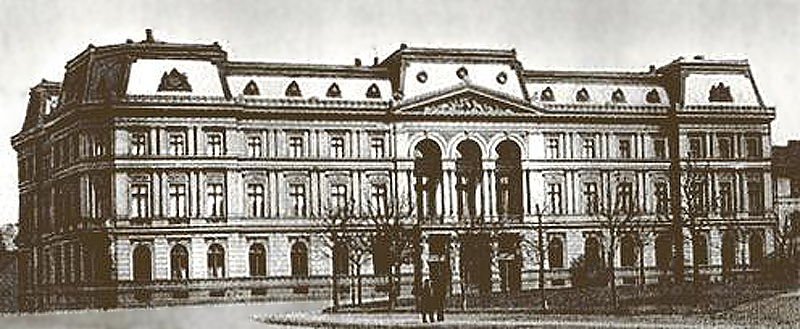
Pałac Kronenberga
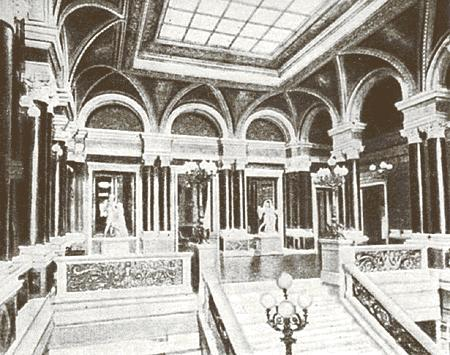
Klatka schodowa
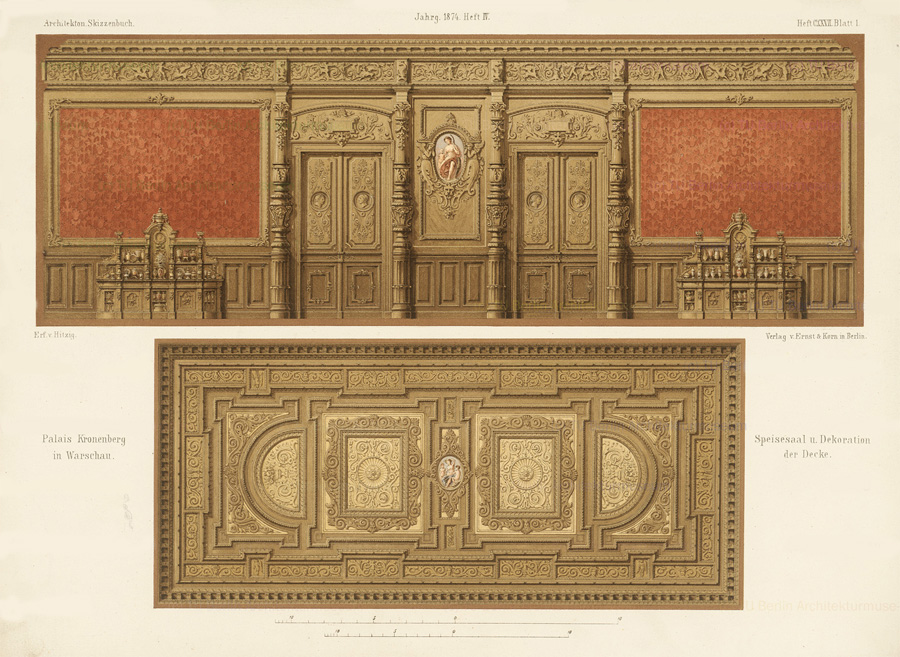
Dekoracja wnętrza jadalni, litografia z „Architektonisches Skizzenbuch”, Wydawnictwo Ernst & Korn, Berlin 1874
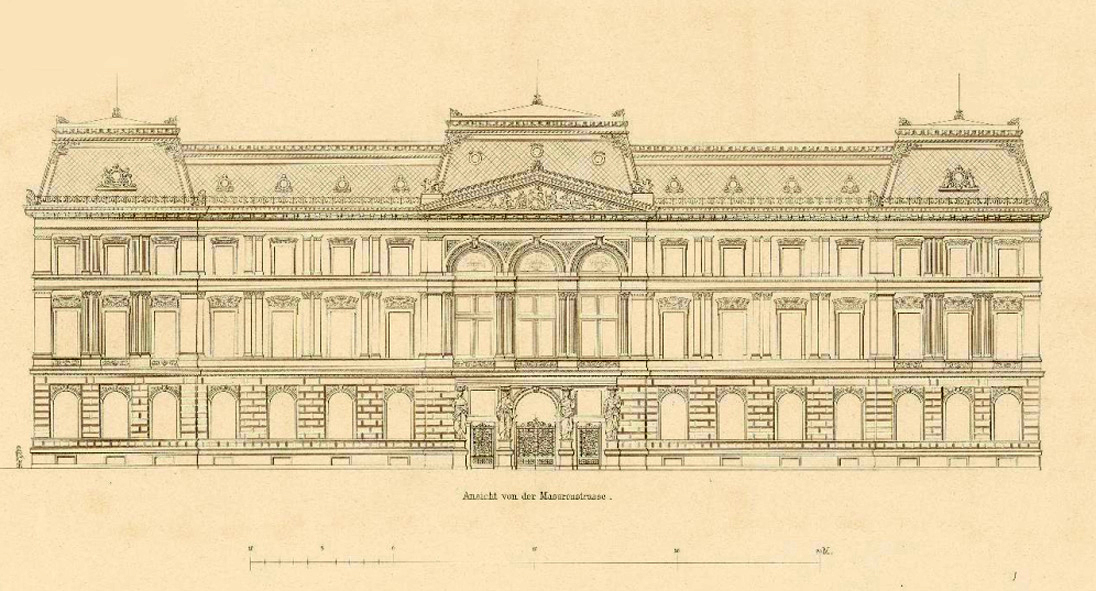
Pałac Kronenberga – Widok od ulicy Mazowieckiej, litografia z „Atlas zur Zeitschrift für Bauwesen”, pod redakcją G. Erbkama, 1874
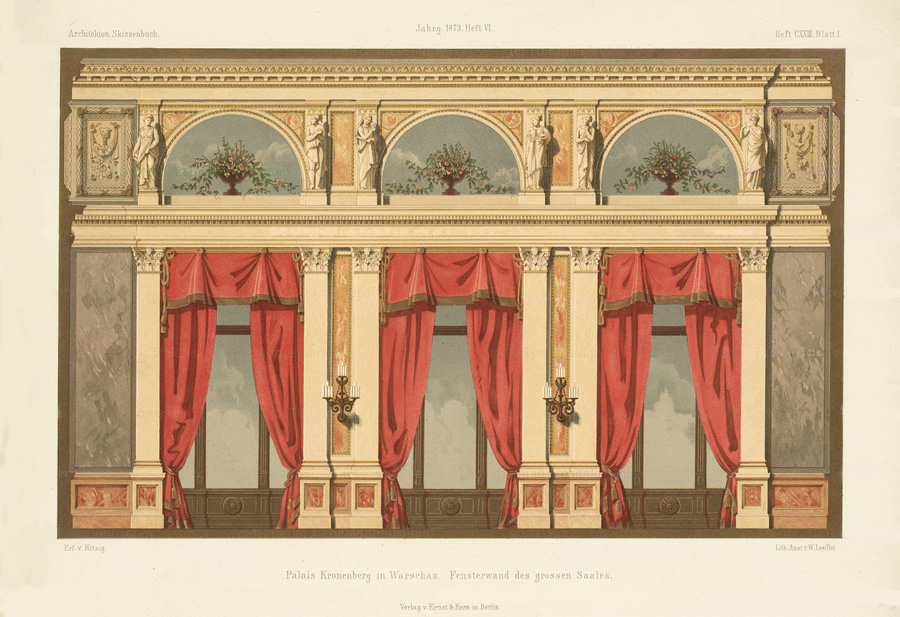
Duża Sala, ściana okienna, litografia z „Architektonisches Skizzenbuch”, Wydawnictwo Ernst & Korn, Berlin 1874
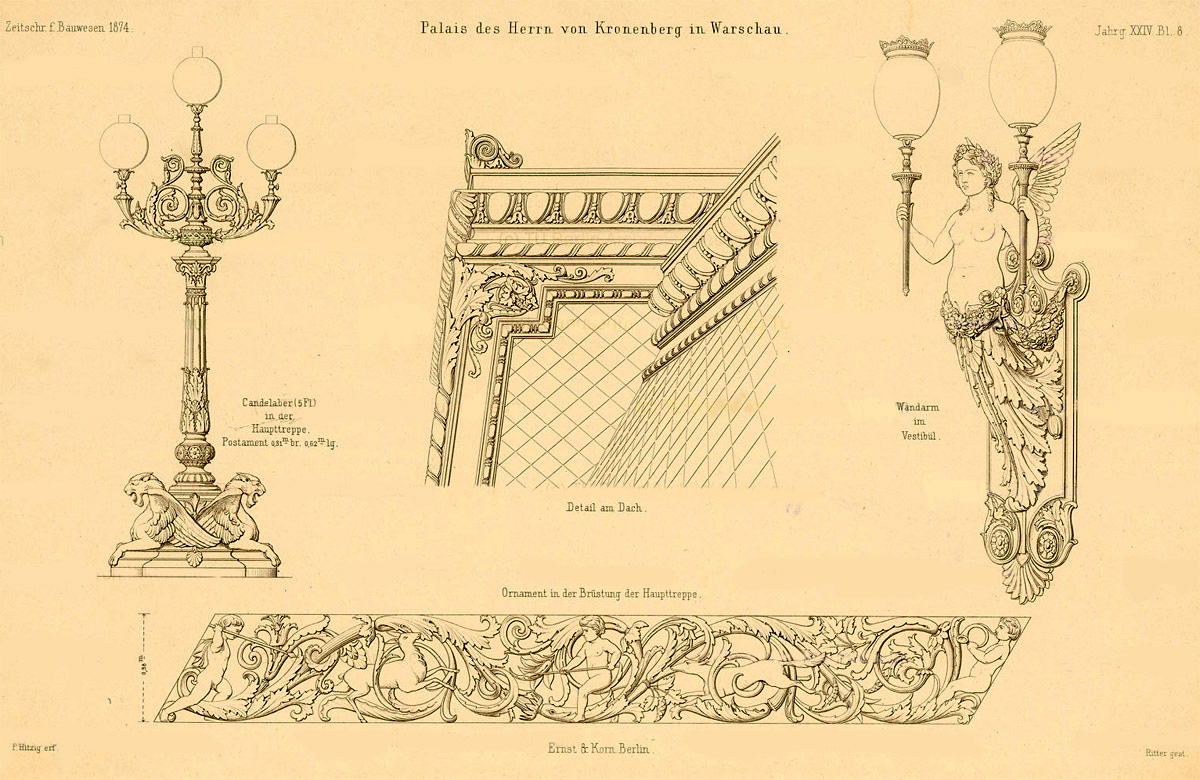
Detale zewnętrzne, litografia z „Atlas zur Zeitschrift für Bauwesen”, pod redakcją G. Erbkama, 1874
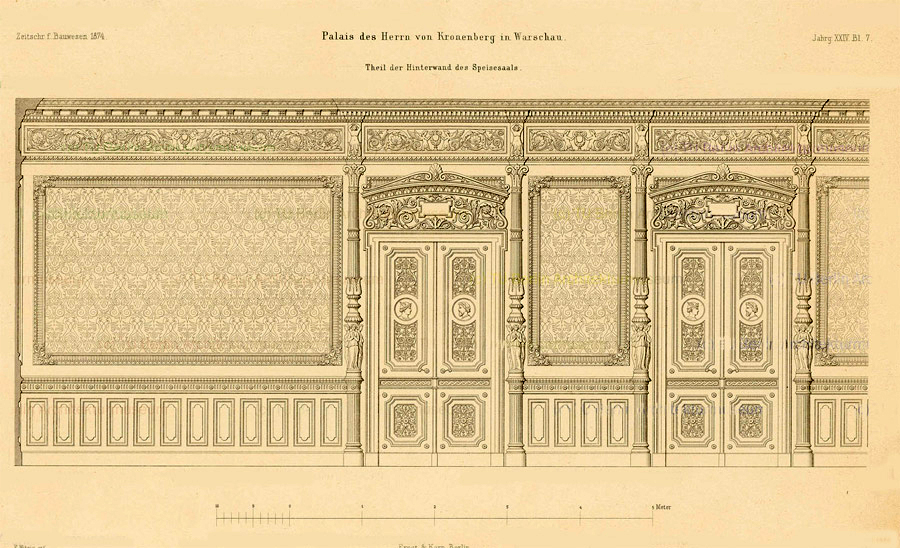
Wnętrze jadalni, litografia z „Atlas zur Zeitschrift für Bauwesen”, pod redakcją G. Erbkama 1874
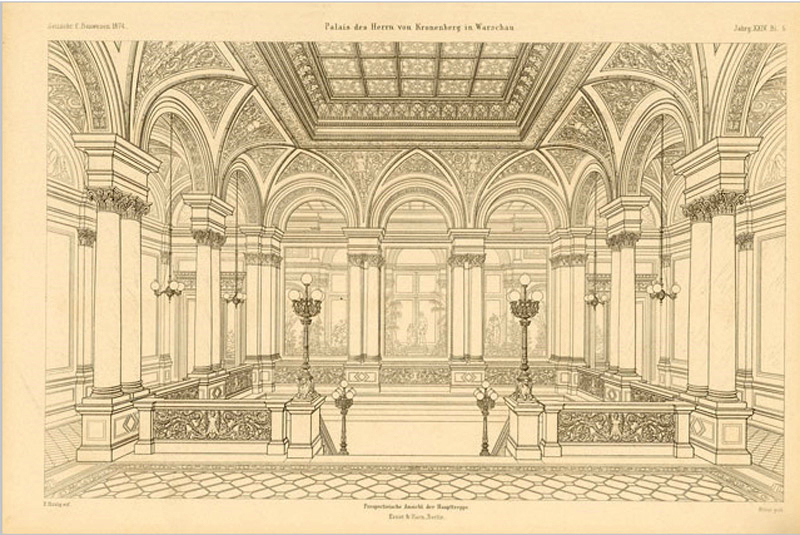
Główna klatka schodowa, litografia z „Atlas zur Zeitschrift für Bauwesen”, pod redakcją G. Erbkama 1874
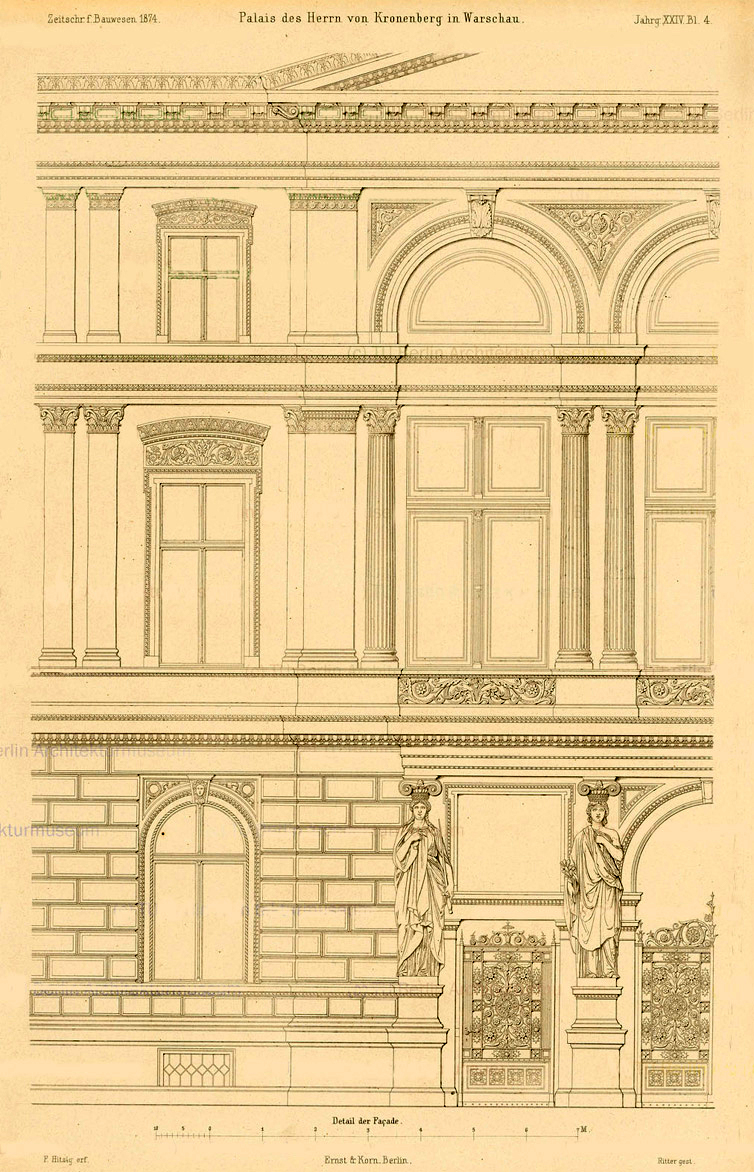
Ściana frontowa budynku, litografia z „Atlas zur Zeitschrift für Bauwesen”, pod redakcją. G. Erbkama 1874
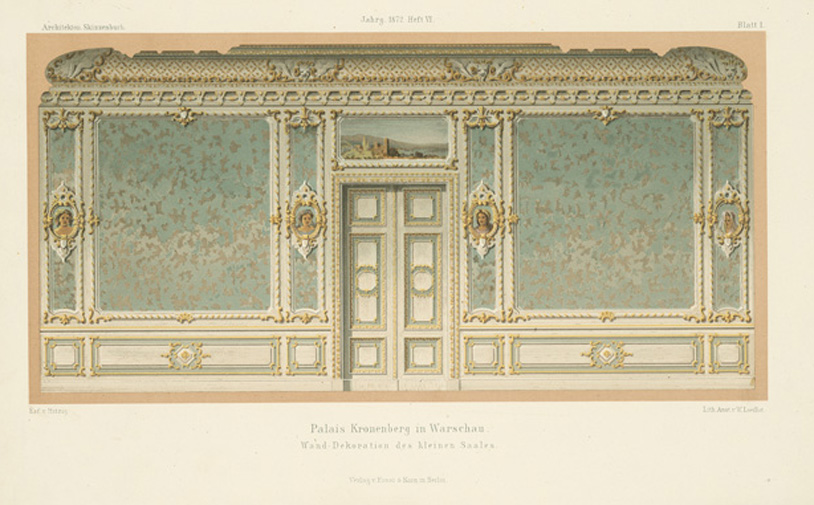
Dekoracja Małej Sali, litografia z „Architektonisches Skizzenbuch”, Wydawnictwo Ernst & Korn, Berlin 1872
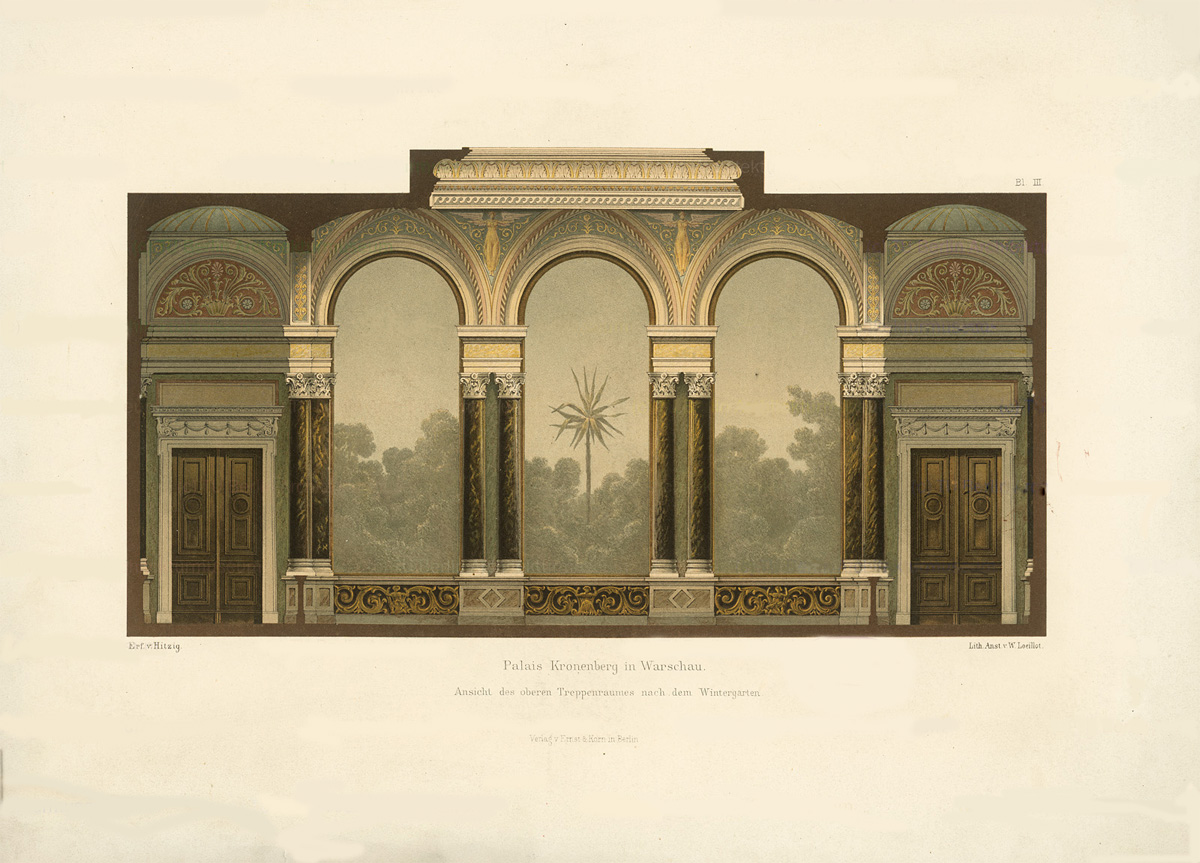
Widok górnej klatki schodowej od strony ogrodu zimowego, litografia z „Architektonisches Skizzenbuch”, Wydawnictwo Ernst & Korn, Berlin 1874
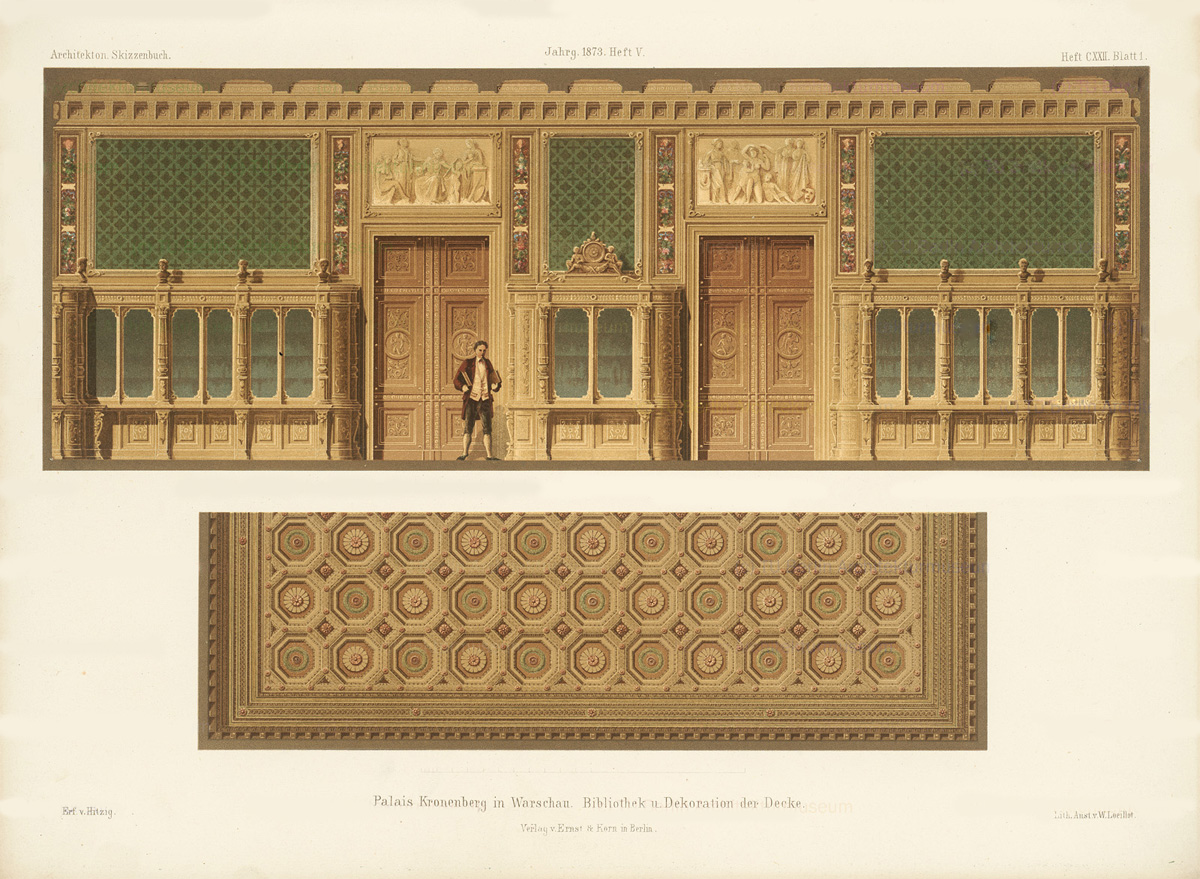
Biblioteka z dekoracją sufitu, litografia z „Architektonisches Skizzenbuch”, Wydawnictwo Ernst & Korn, Berlin 1873, sygnowana W. Loeillot
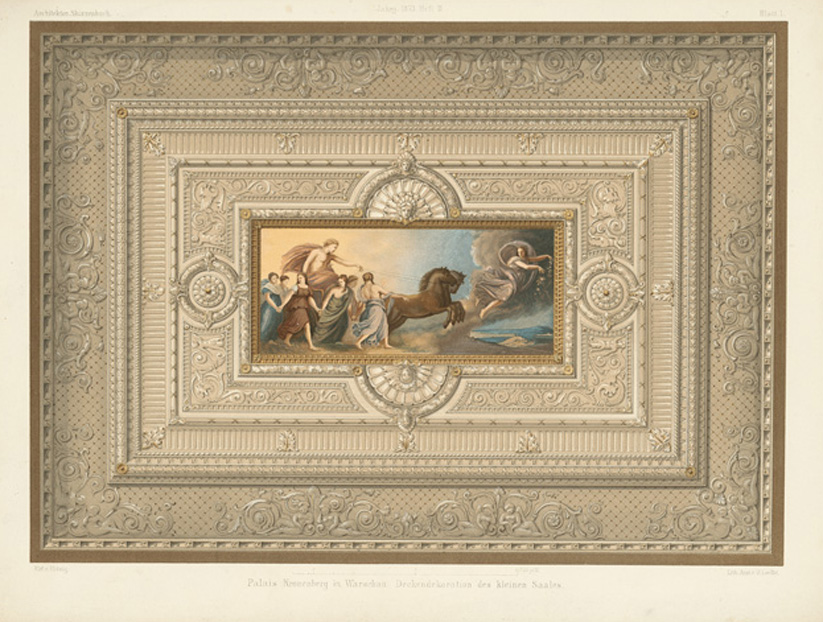
Dekoracja sufitu Małej Sali, litografia z „Architektonisches Skizzenbuch”, Wydawnictwo Ernst & Korn, Berlin 1873, sygnowana W. Loeillot